# Улитина, Любовь Васильевна
Любо́вь Васи́льевна Ули́тина (1938 — 24 августа 2021, Пермь, Россия) — советская работница машиностроения, стерженщица литейного цеха завода имени В. И. Ленина Пермской области, Герой Социалистического Труда (1977).

## Биография
Родилась в Перми в 1938 году. 
В 1957 году, после окончания профессионально-технического училища, пришла работать на завод имени В. И. Ленина (ныне ОАО «Мотовилихинские заводы»), где более 24 лет проработала стерженщицей в литейном цехе, стала бригадиром. В 1959 году окончила среднюю школу рабочей молодежи. В 1976 году стерженщица Любовь Улитина за счет высокой производительности труда, экономии материалов и снижения потерь от брака ежемесячно выполняла норму более чем на 120 процентов.
Кроме производственной, занималась общественной деятельностью. Длительное время была депутатом Пермского областного Совета народных депутатов, членом облисполкома. Будучи членом КПСС с 1970 года, была делегатом XXV съезда партии и кандидатом в члены ЦК КПСС в 1976—1981 годах. Была автором очерка «Как я была кандидатом в члены ЦК КПСС», газета «Звезда», 1993 год, 11 сентября.
В последние годы своей трудовой деятельности Улитина работала мастером-наставником в городском профтехучилище № 43. После выхода на пенсию жила в Перми.
В ГКБУ «Государственный архив Пермского края» имеются документы, относящиеся к Любови Васильевне Улитиной.

## Награды
- Указом Президиума Верховного СССР от 10 июня 1977 года Улитиной Любови Васильевне было присвоено звание Героя Социалистического Труда с вручением ордена Ленина и золотой медали «Серп и Молот».[4]
- Также была награждена вторым орденом Ленина, орденами Октябрьской Революции и Трудового Красного Знамени, медалями.
- Награждена знаком ЦК ВЛКСМ И ВЦСПС «Наставник молодёжи».